# Сары Мерген
Сары Мерген (баш. Һары Мәргән; ? — нач. 1663) — один из предводителей башкирского восстания 1662—1664 годов.

## Биография
Сары Мерген прн из предводителей башкирского восстания 1662—1664 годов. В июле 1662 года возглавил борьбу в Зауралье. Во второй половине июля крупный отряд башкир Сибирской дороги под предводительством Сары Мергена совершил нападение на Катайский острог и Далматовский монастырь, но взять эти укреплённые пункты не смог и разорив окрестные населённые пункты, возвратился к озеру Иртяш.
В августе — сентября 1662 года 2-тысячный отряд под руководством Сары Мергена действовал на обширной территории бассейнов рек Исеть, Чусовая и Пышма, захватил Ощепкову крепость, Павлову пустынь, Белослудскую и Усть-Ирбитскую слободы Верхотурского уезда, а также Мурзинскую слободу Тобольского уезда. Царское правительство против восставших направило из Тюмени конные и пешие отряды, из Тобольска — пехотный и драгунские полки во главе с полковником Д. Полуэктовым. Недалеко от озера Иртяш состоялось крупное сражение, после которого каратели стали разорять башкирские населённые пункты, что вынудило часть восставших отказаться от дальнейшей борьбы и искать пути к мирному урегулированию. Другая часть во главе с Сары Мергеном продолжила борьбу и осенью 1662 года обратилась за помощью к калмыцкому тайше Дайчину. Однако переговоры Сары Мергена с тайшой окончились безрезультатно. Всё же башкирам Сибирской даруги удалось заручиться поддержкой в лице правнука сибирского хана Кучума — царевича Кучука, который появился в стане восставших уже после смерти Сары Мергена в начале 1663 года.